# Pristimantis trachyblepharis
Espèce
Synonymes
- Hylodes trachyblepharis Boulenger, 1918
- Eleutherodactylus trachyblepharis (Boulenger, 1918)

Statut de conservation UICN

 LC  : Préoccupation mineure
Pristimantis trachyblepharis est une espèce d'amphibiens de la famille des Craugastoridae.

## Répartition
Cette espèce est endémique de la vallée du río Pastaza en Équateur. Elle se rencontre entre 320 et 1 250 m d'altitude sur le versant est de la cordillère Orientale.

## Description
L'holotype mesure 20 mm.

## Publication originale
- Boulenger, 1918 : Descriptions of new South-American Batrachians. Annals and Magazine of Natural History, sér. 9, vol. 2, p. 427-433 (texte intégral).